# Eisenbahnunfall von Angola
Der Eisenbahnunfall von Angola (englisch auch: Angola-Horror) ereignete sich am 18. Dezember 1867, als der letzte Wagen des Schnellzuges der Lake Shore Railway von Cleveland nach New York über Buffalo an einer Brücke in Angola, New York, USA, entgleiste, von der Brücke in eine Schlucht stürzte und die Trümmer Feuer fingen. 49 Menschen starben. Damals war das einer der schwersten Eisenbahnunfälle in der US-amerikanischen Geschichte.

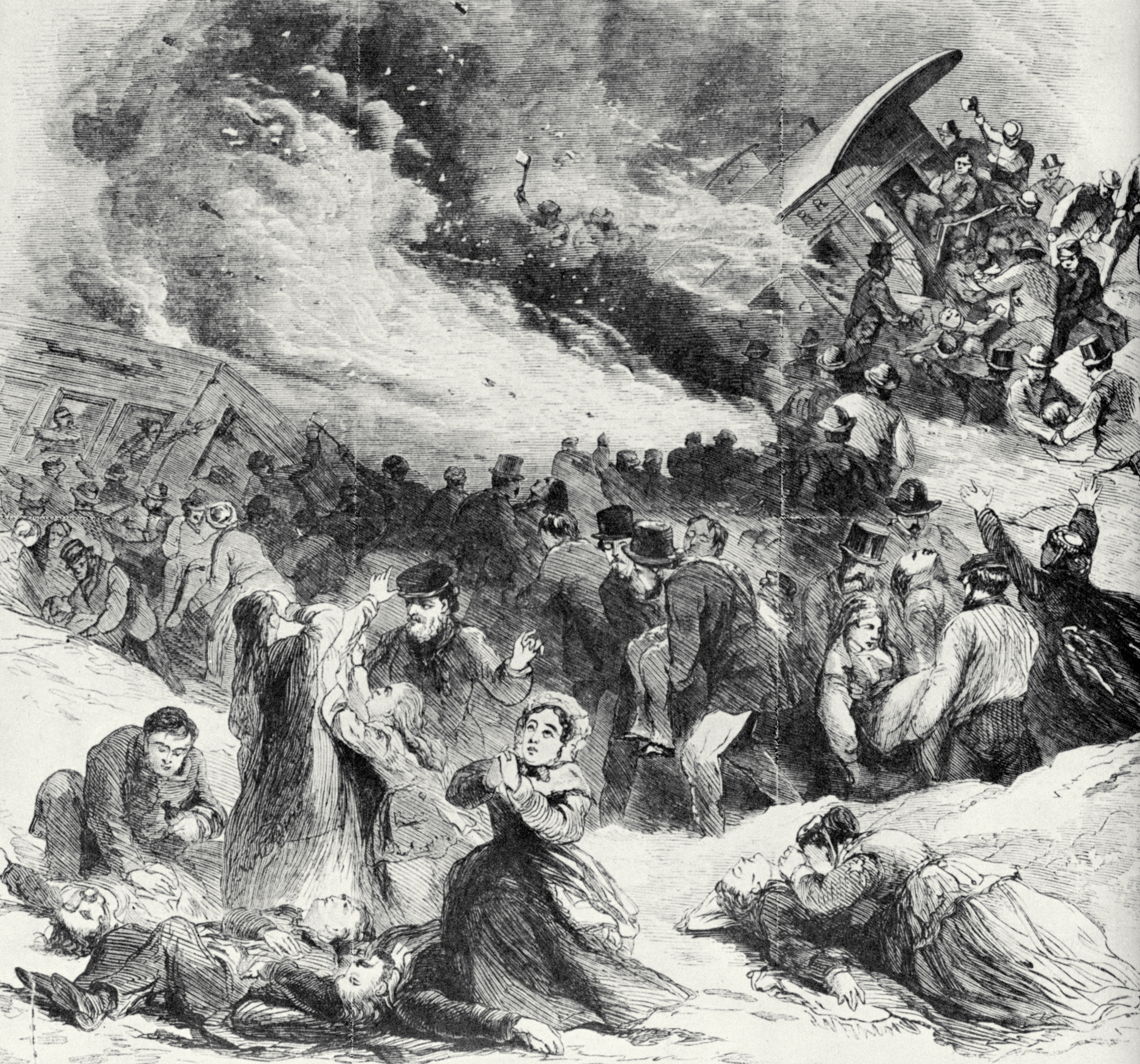
Zeitgenössische Zeitungsillustration zu dem Unfall

## Ausgangslage
Am Morgen des 18. Dezember 1867 verließ der New York Express den Bahnhof Union Terminal in Cleveland um 6:40 Uhr und sollte um 13:30 Uhr in Buffalo, New York, ankommen. Auf seiner Fahrt nutzte der Zug sowohl Streckenabschnitte der New York Central Railroad (NCR) als auch der Lake Shore Railway. Während die Strecken der NCR in Normalspur ausgeführt waren, nutzte die Lake Shore Railway eine knapp 4 cm breitere Spurweite von 1473 mm („Ohio-Spur“). An diesem Tag bestand der Zug aus vier Gepäckwagen, einem Wagen 2. Klasse und drei Wagen 1. Klasse. Die Drehgestelle der Wagen wiesen die Besonderheit auf, dass sie auf beiden Spurweiten laufen konnten. Dies wurde durch breitere Laufflächen der Räder erreicht, was allerdings auf der breiteren Spur zu seitlichen Bewegungen und unstabilem Lauf führen konnte. Die Wagenkästen bestanden im Wesentlichen aus Holz. Beheizt wurden sie jeweils durch zwei Einzelöfen an jedem Ende jeden Wagens, beleuchtet wurden sie mit Petroleumlampen.
Als der Zug den Bahnhof Angola passierte, hatte er 2:45 Stunden Verspätung und fuhr so schnell wie möglich, um die verlorene Zeit aufzuholen. Letzte Halte vor dem Unfall waren in Dunkirk (New York) und Silver Creek (New York) – hier allerdings nur, um Holz und Wasser aufzunehmen. Er verließ den Bahnhof um 14:49 Uhr. Um 15:11 Uhr näherte der Zug sich der Fachwerkbrücke über den Big Sister Creek östlich von Angola.

## Unfallhergang
Die Vorderachse des hinteren Wagens war leicht verbogen. Kurz vor der Brücke über den Big Sister Creek befuhr der Zug eine Weiche. Deren Herzstück bewirkte, dass ein Rad der defekten Achse aus dem Gleis sprang und der hintere Wagen entgleiste. Der Wagen schrammte die Brückenkonstruktion entlang und der Zugführer betätigte das Alarmsignal. Der Lokomotivführer gab mit der Dampfpfeife das Zeichen „Notbremsung“ und sah beim Blick nach hinten, wie der letzte Wagen in die Tiefe stürzte, nachdem er sich vom Zugverband losgerissen hatte. Der dabei erzeugte Rückstoß ließ den vor ihm laufenden Wagen nach der anderen Seite auf den Bahndamm kippen, den er 10 m hinunterrutschte. In diesem Wagen starb nur ein Reisender. Der letzte Wagen dagegen stürzte knapp 20 m tief in das Bachbett und traf dort in einem 45-Grad-Winkel auf. Die meisten Reisenden wurden zum unteren Ende des Wagens auf den umgestürzten Ofen geschleudert, der Wagen zersplitterte. Der Ofen vom oberen Ende des Wagens fiel auf die Reisenden und setzte Glut frei. Die Trümmer des Wagens fingen sofort Feuer, und das Petroleum aus den Lampen fachte die Flammen an. Nur zwei Personen entkamen lebend aus den Trümmern. Viele starben wohl schon beim Aufprall, einige verbrannten aber auch lebend. Zeugen berichteten, sie hätten die Schreie der Eingeschlossenen noch fünfzehn Minuten lang gehört.

## Folgen

### Unmittelbare Folgen
49 Menschen starben, zahlreiche wurden darüber hinaus verletzt. Mindestens 17 Opfer waren so verbrannt, dass die Leichen nicht mehr identifiziert werden konnten und wurden auf dem Forest Lawn Cemetery in Buffalo anonym beigesetzt.

### Mittelbare Folgen
Die Unfalluntersuchung sah als Hauptursache die beschädigte Achse am letzten Wagen. Aber die hohe Zahl der Toten wurde vor allem auf die Beheizung der Wagen mit Einzel-Öfen zurückgeführt und bestärkte die Forderung, Wagen mit höheren Sicherheitsstandards zu konstruieren und anders zu beheizen. Außerdem beförderte der Unfall, die „Ohio-Spur“ durch die Normalspur zu ersetzen.

### Gedenken
2008 wurde an der Stelle des Unfalls eine Fläche für eine zu errichtende Gedenkstätte reserviert.
Eine zweite Gedenkstätte für die mindestens 17 nicht identifizierte Opfer entstand 2015 auf dem Forest Lawn Cemetery in Buffalo.

## Wissenswert
John D. Rockefeller hatte vorgehabt, diesen Zug zu nutzen, kam aber ein paar Minuten zu spät. Sein Gepäck – das verbrannte – schaffte es in den Zug, er selbst jedoch nicht mehr.